# Cartierodon
Cartierodon is een geslacht van uitgestorven roofzoogdieren uit de familie Hyaenodontidae dat in het Eoceen in Europa leefde. 

## Fossiele vondsten
In Zwitserland zijn in Egerkingen fossielen van Cartierodon gevonden, bestaande uit delen van de onder- en bovenkaak en diverse tanden. De vondsten dateren uit het Lutetien.

## Kenmerken
In Europa waren de hyaenodonten in het Lutetien de belangrijkste roofzoogdieren, nadat de mesonychiden en oxyaeniden aan het einde van het Ypresien op het continent waren uitgestorven. Er was een grote variatie in ecologie en formaat, maar de Europese hyaenodonten bleven in deze periode relatief klein. Cartierodon was de grootst bekende vorm en met een geschat gewicht van 29 kg zo groot als een Afrikaanse wilde hond. Het gebit van deze hyaenodont was geschikt om botten te kraken. Grotere hyaenodonten behorend tot de Hyainailourinae verschenen in Europa toen open gebieden zich begonnen uit te breiden in het Midden-Eoceen.